# Chatfield (Minnesota)
Chatfield ist eine Kleinstadt (mit dem Status „City“) im Fillmore County und Olmsted County im Südosten des US-amerikanischen Bundesstaates Minnesota. Das U.S. Census Bureau hat bei der Volkszählung 2020 eine Einwohnerzahl von 2.997 ermittelt.

## Geografie
Chatfield liegt am nördlichen Arm des Root River auf 43°50′44″ nördlicher Breite und 92°11′21″ westlicher Länge und erstreckt sich über 5,15 km².
Benachbarte Orte von Chatfield sind Cummingsville (7,2 km nordwestlich), Eyota (17,9 km nordnordwestlich), Dover (17,8 km nordnordöstlich), St. Charles (22,1 km nordöstlich), Fountain (14,8 km südsüdöstlich) und Wykoff (22 km südsüdwestlich).
Die nächstgelegenen größeren Städte sind Rochester (32,2 km nordwestlich) und La Crosse in Wisconsin (103 km östlich). Das Ballungsgebiet um die Städte Minneapolis und Saint Paul liegt 173 km nordwestlich.

## Verkehr
Von Nordwest nach Südost führt der U.S. Highway 52 als Hauptstraße durch Chatfield. Ferner treffen im Stadtgebiet die Minnesota State Routes 30 und 74 zusammen. Alle weiteren Straßen sind untergeordnete teils unbefestigte Landstraßen sowie innerörtliche Verbindungsstraßen.
Die nächstgelegenen Flughäfen sind der Rochester International Airport (31,9 km westnordwestlich) und der größere Minneapolis-Saint Paul International Airport (164 km nordwestlich).

## Demografische Daten
Nach der Volkszählung im Jahr 2010 lebten in Chatfield 2779 Menschen in 1092 Haushalten. Die Bevölkerungsdichte betrug 539,6 Einwohner pro Quadratkilometer. In den 1092 Haushalten lebten statistisch je 2,48 Personen.
Ethnisch betrachtet setzte sich die Bevölkerung zusammen aus 98,1 Prozent Weißen, 0,1 Prozent amerikanischen Ureinwohnern, 0,3 Prozent Asiaten sowie 0,4 Prozent aus anderen ethnischen Gruppen; 1,0 Prozent stammten von zwei oder mehr Ethnien ab. Unabhängig von der ethnischen Zugehörigkeit waren 1,7 Prozent der Bevölkerung spanischer oder lateinamerikanischer Abstammung.
28,6 Prozent der Bevölkerung waren unter 18 Jahre alt, 54,5 Prozent waren zwischen 18 und 64 und 16,9 Prozent waren 65 Jahre oder älter. 53,3 Prozent der Bevölkerung war weiblich.

Das mittlere jährliche Einkommen eines Haushalts lag bei 55.000 USD. Das Pro-Kopf-Einkommen betrug 24.782 USD. 8,6 Prozent der Einwohner lebten unterhalb der Armutsgrenze.